# 西西里飲食

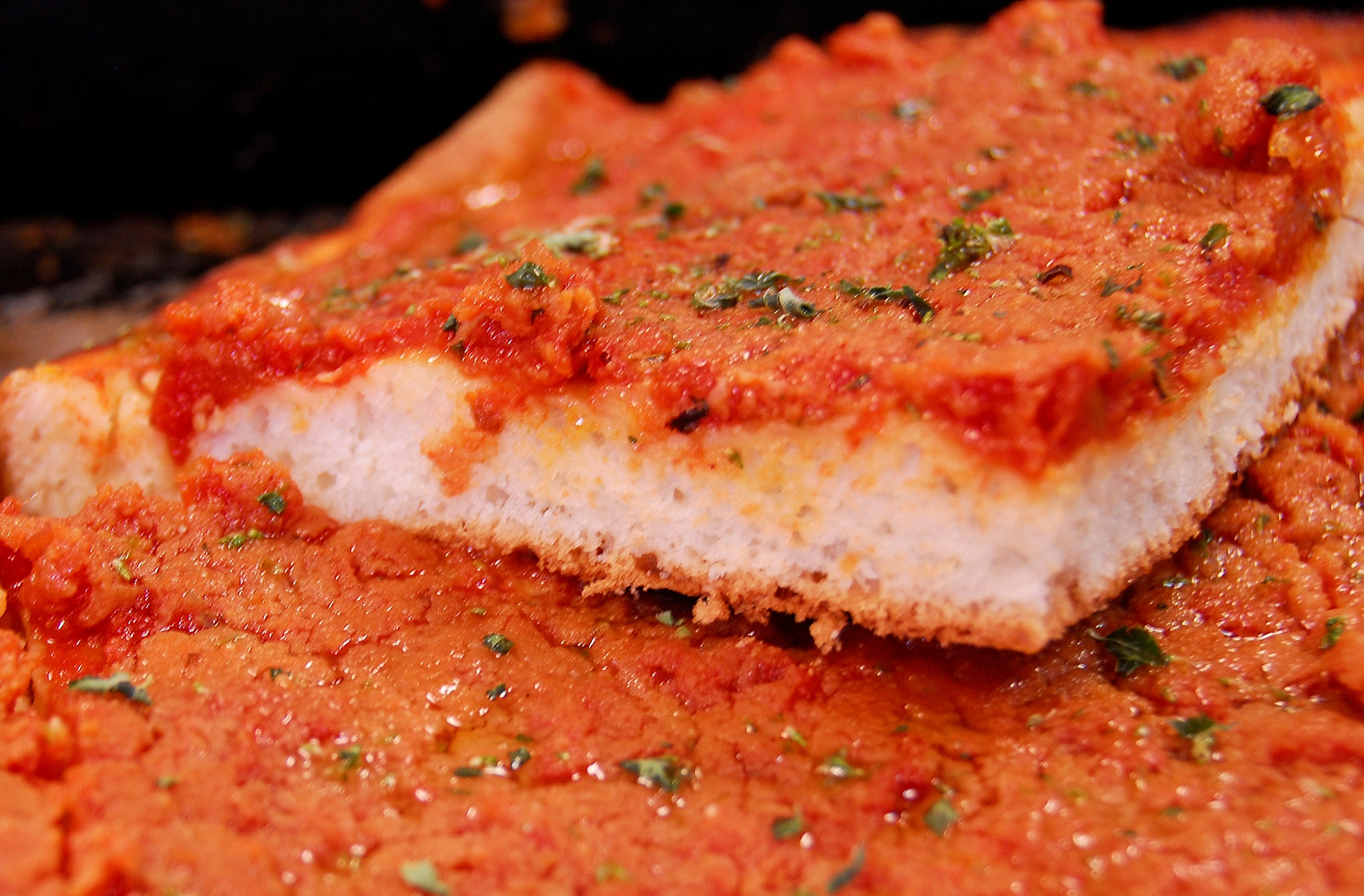
西西里披薩

西西里飲食（英語：Sicilian cuisine; 西西里语：Cucina siciliana）受到了過去兩千年來西西里島上存在的文化所影響。雖然西西里飲食和義大利飲食有很多共同之處，但西西里飲食也受到希臘、西班牙、法國和阿拉伯飲食文化的影響。西元前5世紀時，西西里人廚師Mithaecus創建了西西里的飲食文化並將其帶到希臘。他是第一個西西里人希臘語食譜作者。西西里飲食的代表性食品有西西里披薩等。